# Szenegáli bozótkakukk
A szenegáli bozotkakukk (Centropus senegalensis) a madarak osztályának kakukkalakúak (Cuculiformes) rendjébe, ezen belül a kakukkfélék (Cuculidae) családjába tartozó faj.

## Előfordulása
Afrika északnyugati részén és az Arab-félsziget déli részén honos. Bokrosok és a szavannák lakója.

## Alfajai
- Centropus senegalensis senegalensis
- Centropus senegalensis aegyptius
- Centropus senegalensis flecki

## Megjelenése
Testhossza 39 centiméter. Karcsú testű, lekerekített szárnyú, hosszú farkú madár. Fejének felső része fekete, alsó része, torka és hasi része fehér, háti része barna.
|  |

## Életmódja
A talajon keresgéli rovarokból és kisebb állatokből álló táplálékát.

## Szaporodása
Nem fészekparazita, fészekalja 2–4 tojásból áll.

## Külső hivatkozások
- Képek az interneten a fajról
- Ibc.lynxeds.com - videók a fajról